# Опрости што је љубавна
Опрости што је љубавна је јубиларни десети студијски албум поп-рок групе Црвена јабука, који је обележен 20 година постојања групе.
Своју добро потврђену формулу успеха Црвена јабука није мењала ни на овом албуму. Љубавном тематиком наставили су низ успеха који је започет двадесет година раније.
Са песмом „Два и два (и она мала барка)” су најавили албум на Хрватском радијском фестивалу 2004. године. Низ успеха отпочињу видео-спотом за песму „Добро нека свира”, а уз поменуту, публици су се највише приближиле „Ти ми душу узимаш”, „Есма”, као и стандардно добре баладе „Четкице за зубе” и „Опрости што је љубавна”.
Група сарађује са Арсеном Дедићем у песми „Знам”, а у песми „11. Божја заповијед” гостује глумац и тв водитељ Тарик Филиповић.
У знак сећања на Аљошу Буху, одсвирана је песма групе Конгрес „Зарјавеле тробенте”, а за певача и гитаристу Дражена Ричла, поново је наснимњена „Туго, несрећо”.
Као аутори, поред Дине Шарана и Златана Фазлића са Црвеном јабуком први пут сарађује, Асмир Спахић - некадашњи гитариста и аутор група Немогуће вруће и Ритам Срца, а три нумере потписује српски менаџер и композитор Саша Драгић.
Провокативним омотом албума су подсетили на сличну креативну оригиналност прве плоче.

## Списак песама
1. У споту за песму Два и два (и она мала барка) се нашао Ferrari 360.Ти ми душу узимаш (Шаран)
2. Ако ме питаш, камараде (Спахић)
3. Есма (Спахић)
4. Знам (дует Арсен Дедић) (Шаран)
5. 11. Божја заповијед (гост Тарик Филиповић) (Драгић)
6. Четкице за зубе (Шаран)
7. Добро нека свира (Шаран)
8. Болујем (Драгић)
9. Осјећај (Фазлић)
10. Опрости што је љубавна (Драгић)
11. Два и два (и она мала барка) (Шаран)
12. Зарјавеле тробенте (Предин)
13. Туго, несрећо (Ричл)

Аранжмани: Црвена јабука

## Постава
- Дражен Жерић - вокал
- Дарко Јелчић - бубњеви
- Крешимир Каштелан - бас
- Дамир Гонз - гитаре
- Марко Белошевић - клавијатуре